# أكزيريس ثلاثي الزهر
أكزيريس ثلاثي الزهر (الاسم العلمي:Axyris triflora) هو نوع غير مؤكد من النباتات يتبع جنس الأكزيريس من الفصيلة القطيفية.